# 特倫提烏斯·尼奧肖像畫

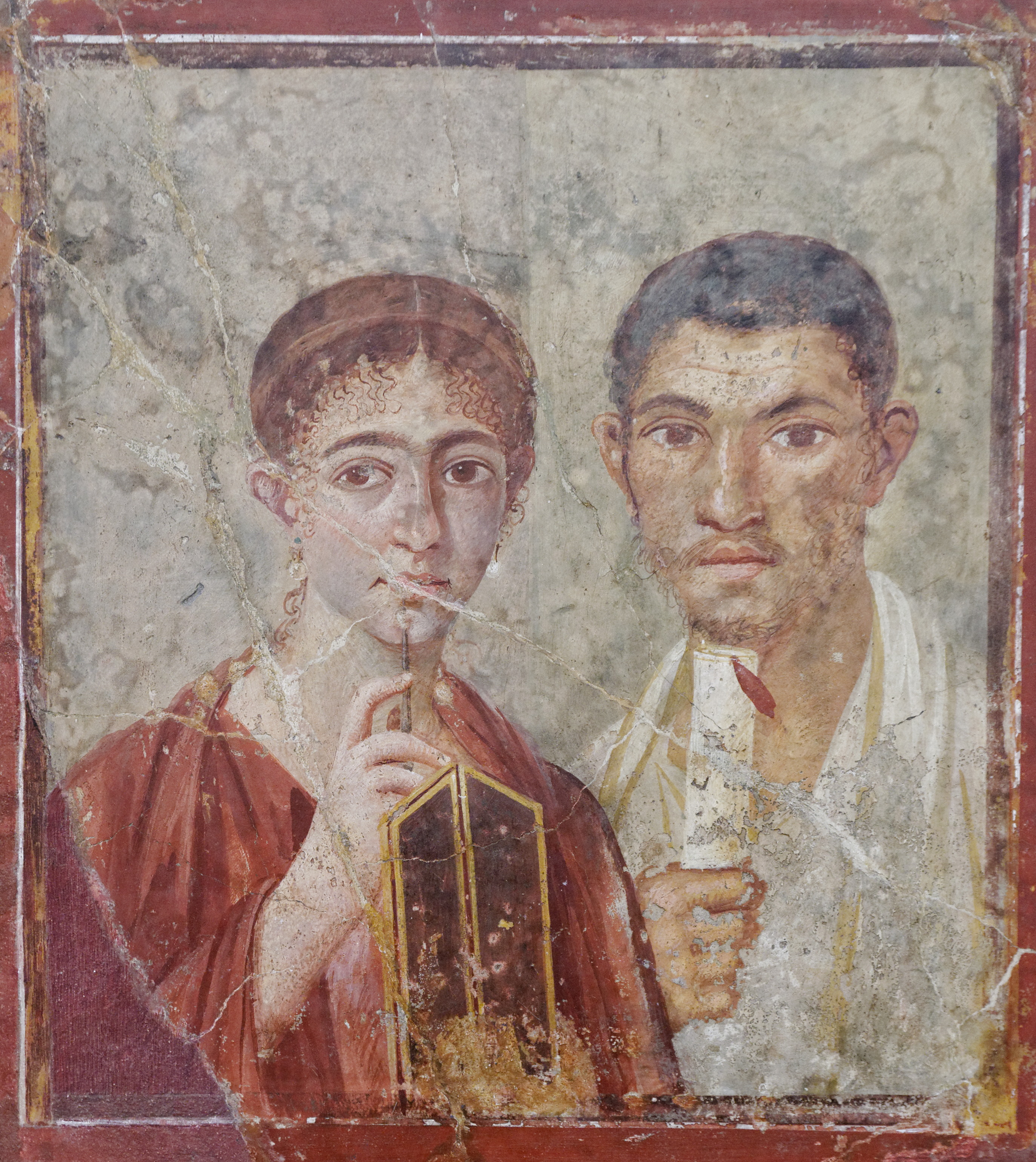
特倫提烏斯·尼奧肖像畫

特倫提烏斯·尼奧肖像畫（英語：Portrait of Terentius Neo）是在龐貝發現的濕壁畫，位於Regio 7, Insula 2, 6的特倫提烏斯·尼奧之家，目前保存在拿坡里國立考古博物館，是維蘇威火山地區的傑出藝術品。

該壁畫有時被錯誤地稱為帕喀俄．普羅科魯斯肖像畫（portrait of Paquius Proculus），但這是誤解，因為該壁畫並非在 Reg I, Ins 7, 1的普羅科魯斯之家發現。
在房子外面發現的銘文是特倫提烏斯·尼奧提出的選舉建議。
這幅肖像有幾個不同尋常之處：這對夫婦地位平等，都是自信時尚的商業階層成員； 這幅肖像在臉上顯示出逼真的缺陷或獨特之處，這在類似壁畫中是罕見的，使人物格外栩栩如生。
這對中產階級龐貝民眾被認為是一對夫妻。特倫提烏斯·尼奧是一家麵包店老闆，因为這所房子經過改造，有一間麵包房。該男子身穿一件羅馬公民標誌的托加袍（toga），並持有一件長袍（Rotulus） ，這表明他還參與了當地的公共和文化活動。這名女子位於前景，拿著尖筆和蠟板，強調她有平等的身份且受過良好教育。